# Vittoria Montecuccoli Davia
La contessa Vittoria Montecuccoli Davia, nata Maria Vittoria Luigia Sigismonda Montecuccoli-Laderchi (Modena, 20 giugno 1655 – Saint-Germain-en-Laye, 13 aprile 1703), è stata una nobildonna italiana.
Fu dama d'onore della regina consorte d'Inghilterra, di Scozia e d’Irlanda, Maria Beatrice d'Este, figlia del duca di Modena e Reggio, Alfonso IV d'Este.

## Biografia

### Le origini
Maria Vittoria Montecuccoli-Laderchi nacque dal 2º marchese di Guiglia, Giovanni Battista Montecuccoli-Laderchi, e dalla marchesa bolognese Ottavia Caprara, figlia del Senatore Niccolò Caprara, Conte di Pantano. Il nonno paterno, Francesco Montecuccoli, 1º marchese di Guiglia e cugino di quarto grado del generale Raimondo, era stato Maggiordomo maggiore del Duca di Modena e Reggio, Francesco I d'Este. La nonna paterna, invece, era figlia di Giovanni Battista Laderchi, il quale, fino al 1618, era stato segretario del Duca Cesare d'Este.
Appena ottenne, Maria Vittoria venne scelta dalla Duchessa consorte di Modena e Reggio, Laura Martinozzi, moglie del Duca Alfonso IV d'Este, dapprima come sua dama d'onore e poi come dama d'onore della figlia secondogenita Maria Beatrice d'Este.

### Il matrimonio con Virgilio Davia
Nel 1672, appena diciassettenne, sposò il ventiquattrenne bolognese Virgilio Giuseppe Davia, il quale venne eletto Senatore di Bologna per volontà del Pontefice Clemente X proprio nell’anno del loro matrimonio.
Nel settembre dell’anno successivo, ricordando di non essere stata solo una semplice Dama d’onore per Maria Beatrice d'Este, bensì una sua indivisibile compagna per molti anni, volle recarsi a Modena insieme al consorte per “attestare ossequioso affetto” alla Principessa cattolica in partenza per Londra. Questo perché il 30 settembre 1673, Maria Beatrice d'Este aveva sposato, per procura e con rito cattolico, l’allora ancora Duca di York (ma futuro Re d'Inghilterra, di Scozia e d'Irlanda), Giacomo II Stuart. Marito che, però, ella raggiunse in Inghilterra solo nel dicembre successivo.

### La Montecuccoli Davia alla Corte reale inglese
Nel periodo dell’esilio a Bruxelles di Maria Beatrice d'Este e Giacomo II Stuart (1679-1684), avvenuto a causa dell’aumento del sentimento anti-cattolico in Inghilterra, Maria Vittoria si recò nella capitale dei Paesi Bassi spagnoli, insieme al proprio marito, per andare a “consolare l’esule afflitta” e vi rimase fino a quando l’allora futura Regina consorte d’Inghilterra e il marito ricevettero l’ordine dal Re Carlo II d'Inghilterra di trasferirsi a Edimburgo.
Nel 1684 I coniugi Davia raggiunsero anch’essi Edimburgo, probabilmente però dopo essere tornati per un brevissimo periodo a Modena. Ciò è probabile perché è noto che una delle tappe del loro viaggio verso la città scozzese fu quella francese di Marsiglia. Dopo essere stata accolta a Edimburgo con amicizia, riconoscenza e gratitudine dal Duca di York e consorte, poco prima della morte di Carlo II (6 febbraio 1685) Maria Vittoria era tornata però in patria, insieme con il marito, ricongiungendosi pertanto con la propria famiglia.
Ma con la morte del Monarca “despota” che si era convertito al cattolicesimo romano in punto di morte, la salita al trono del fratello Giacomo, che trasformò Maria Beatrice d'Este nella nuova Regina consorte d’Inghilterra, rese nuovamente necessaria la presenza di Maria Vittoria accanto alla compagna di sempre. Fu così che la Montecuccoli Davia decise di fare ritorno in Inghilterra, dolendosi però di dover abbandonare l’educazione dei propri figli. Molto probabilmente, durante la sua assenza fu il marito, rimasto a Bologna, a prendersi cura della famiglia.
Era stato però proprio Virgilio Davia a consigliare alla moglie di raggiungere Londra con il fratello Raimondo. In quell’occasione, una volta sbarcati a Dover, i Montecuccoli-Laderchi erano stati scortati fino alla Capitale del Regno, dove, al loro arrivo, Maria Beatrice d'Este aveva ordinato che alla compagna venisse mostrato il proprio figlio di sei mesi. Ma quando, nel 1687-1688, il cattolico Giacomo II fece emanare dal Parlamento inglese la cosiddetta “Dichiarazione di Indulgenza” per introdurre la libertà di religione in Inghilterra, per i Reali inglesi la situazione iniziò a farsi complicata.
Anche perché, in quell’occasione, a schierarsi con chi probabilmente desiderava che la religione cattolica continuasse ad essere discriminata a favore delle altre religioni era stato addirittura Guglielmo III d'Orange, nipote e genero di Giacomo II. Ciò diede inizio alla cosiddetta Gloriosa rivoluzione, la quale portò all’abdicazione e alla conseguente fuga in Francia di Giacomo II, e all’inizio del governo di Guglielmo III d'Orange.

### La fuga rocambolesca e l’esilio in Francia
A causa di questo, nel dicembre 1688, Vittoria Montecuccoli Davia decise di seguire la Regina consorte e il principe infante quando, per ordine di Luigi XIV, Antoine Nompar de Caumont, Duca di Lauzun li prelevò da Whitehall per portarli in salvo, prima a Calais e poi a Vincennes. Lo fece però lasciando il fratello Raimondo a Londra, a difendere “fino all’ultimo anelito il Monarca dalla furia di coloro che altamente gridavano e giuravano lo sterminio de’ Papisti”. Ma, a giudicare dalla data e dal luogo della morte di costui (Guiglia, 1735), non furono sicuramente quelli gli ultimi aneliti della sua vita.
La fuga Reale venne organizzata, come detto, dal Duca di Lauzun. Per effettuarla il nobiluomo fece preparare ben tre vetture diverse, in cui presero posizione la Regina, vestita in modo trascurato per non farsi riconoscere, così come Maria Vittoria, la quale per lo stesso motivo si travestì addirittura da carbonara. L’infante reale era stato riposto in una scatola di parrucche, della cui custodia si era fatta carico, in quel momento, proprio la Montecuccoli-Laderchi. Furono preceduti dalla governante del Re, dalla nutrice del principe e dal guardarobiere della Regina, un certo Francesco Riva, bolognese.
Una volta raggiunto il mare, si imbarcarono per Calais e, quando, all’arrivo sulle coste francesi, la Regina decise di recarsi presso la Chiesa dei Cappuccini, volle vicino a sé proprio Donna Vittoria, la quale riuscì così a consolidare ulteriormente il proprio status di sua “indivisibile compagna”. Poco dopo, a Boulogne-sur-Mer, Maria Vittoria si ricongiunse con il fratello Raimondo. In quell’occasione però il marchese di Guiglia redarguì la sorella per essere partita da Londra senza avvisarlo. L’arrivo del nobiluomo precedette di poco quello di Giacomo II Stuart. 
Ben presto però la presenza in Francia della contessa iniziò a fare emergere il malcontento e la diffidenza dei cortigiani di Luigi XIV. Ciò fu provocato dal fatto che ella proveniva da una famiglia fedele agli Asburgo e, più in generale, al Sacro Romano Impero, per via della parentela della sua famiglia con il generale Montecuccoli. Era inoltre nipote del conte Enea Silvio Caprara, feldmaresciallo del SRI - perché fratello della madre di Maria Vittoria -, nonché cognata di quel Giovanni Antonio Davia che, dopo essere stato nominato internunzio a Bruxelles nel 1687, aveva dimostrato però di essere troppo rigoroso e filopapale (Innocenzo XI) per i francesi.
Contribuì sicuramente ad alimentare la suddetta diffidenza l’ambiguo comportamento tenuto insieme al Cardinale Ranuzzi, durante un incontro a cui era presente anche François Pidou de Saint-Olon, un diplomatico che era stato incaricato di guardare a vista l’alto prelato bolognese per conto di Luigi XIV. In quell’occasione, a far infuriare il Signore di Saint-Olon fu il fatto che, una volta accortasi della sorveglianza di quest’ultimo, Maria Vittoria lo aveva volontariariamente escluso dal gioco, rivolgendosi al Cardinale in dialetto bolognese per impedirgli di capire il contenuto della conversazione.
La severità e i sospetti (poi rientrati) della Corte francese andarono così a sommarsi alle varie gelosie che si erano venute a creare nella ristretta Corte reale inglese a causa della indiscutibile predilezione che la Regina consorte nutriva da sempre per Maria Vittoria.

### Il tentativo di salvataggio del figlio Giovanni Battista
Nel 1692 Giovanni Battista Davia, figlio di Maria Vittoria, era partito da Bologna alla volta dell’Ungheria per arruolarsi soldato di ventura a soli diciannove anni. Successivamente era stato inviato in Transilvania, in qualità di generale aiutante dello zio Enea Silvio Caprara, feldmaresciallo del Sacro Romano Impero.
Durante un combattimento era stato però catturato e, in seguito, condotto a Costantinopoli, dove il Gran Sultano lo aveva fatto rinchiudere nella Fortezza di Yedikule, all’interno della quale, solitamente, venivano portate a termine anche esecuzioni capitali.
Dopo essersi rivolta a Luigi XIV attraverso Madame de Maintenon, sposa morganatica del Sovrano, affinché l’aiutasse a far liberare il figlio, Maria Vittoria si rivolse anche, prima al Re di Polonia e poi direttamente al Gran Sultano, riuscendo così, dopo quattro lunghi anni, a riportare a casa Giambattista.

### L’assegnazione del titolo di Contessa d’Almond
Il 13 gennaio 1689 Giacomo II Stuart e Maria Beatrice d'Este, Re e Regina consorte d’Inghilterraappena deposti, avevano fregiato Vittoria Montecuccoli Davia dei titoli di Contessa d’Almond e di Pari di Scozia e sovente, “scrivendole, la onoravano del titolo di cugina”.
A causa della grande considerazione avuta per lei dalla Corte, la nobildonna non si azzardava a chiedere il permesso di assentarsi per fare ritorno a Bologna e ricongiungersi alla famiglia. Fu solo quando il marito glielo chiese esplicitamente, via lettera, che ella decise di tornare in patria.
Al suo ritorno, attraversando le corti di Torino, di Parma e di Modena le trovò in festa per il suo passaggio.

### La malattia e la morte
Il soggiorno della contessa a Bologna non durò però a lungo, visto che Maria Beatrice d'Este la richiamò con sollecitudine. Maria Vittoria fece così ritorno in Francia, a Saint-Germain-en-Laye, dove fu però testimone, purtroppo, della morte di Giacomo II Stuart.
Rimase così l’unica amica e compagna di Maria Beatrice d'Este, fino a quando, il 13 aprile 1703, dopo avere trascurato i sintomi di una malattia, curata tra l’altro in maniera errata dai medici di Corte, morì, anch’ella a Saint-Germain-en-Laye.